# Championnats d'Europe de patinage de vitesse sur piste courte 2024
Navigation
Édition précédente Édition suivante
Les Championnats d'Europe de patinage de vitesse sur piste courte 2024 se déroulent à Gdańsk en Pologne du 12 au 14 janvier 2024. L'événement est organisé par l'Union internationale de patinage.
Il y a sept épreuves au total : quatre pour les hommes, quatre pour les femmes et un realis mixte. Les différentes distances sont le 500 mètres, le 1 000 mètres, le 1 500 mètres et le relais de 3 000 mètres (5 000 mètres pour les hommes).

## Palmarès

### Résultats
| Épreuves       | Or                                                                                       | Or             | Argent | Argent         | Bronze                                                                                    | Bronze         |
| -------------- | ---------------------------------------------------------------------------------------- | -------------- | --- | -------------- | ----------------------------------------------------------------------------------------- | -------------- |
| Hommes         |                                                                                          |                | |                |                                                                                           |                |
| 500 m          | Pietro Sighel                                                                            | 41 s 428       | Teun Boer | 41 s 512       | Stijn Desmet                                                                              | 41 s 623       |
| 1 000 m        | Pietro Sighel                                                                            | 1 min 26 s 008 | Niall Treacy | 1 min 26 s 111 | Stijn Desmet                                                                              | 1 min 26 s 151 |
| 1 500 m        | Pietro Sighel                                                                            | 2 min 21 s 555 | Friso Emons | 2 min 21 s 583 | Itzhak de Laat                                                                            | 2 min 21 s 623 |
| 5 000 m relais | Pays-Bas - Teun Boer - Itzhak de Laat - Friso Emons - Kay Huisman                        | 7 min 24 s 370 | Belgique - Stijn Desmet - Adriaan Dewagtere - Ward Pétré - Warre Van Damme - Enzo Proost                             | 7 min 24 s 393 | Pologne - Łukasz Kuczyński - Michał Niewiński - Félix Pigeon - Diané Sellier              | 7 min 30 s 056 |
| Femmes         |                                                                                          |                | |                |                                                                                           |                |
| 500 m          | Xandra Velzeboer                                                                         | 42 s 587       | Selma Poutsma | 42 s 734       | Hanne Desmet                                                                              | 42 s 825       |
| 1 000 m        | Hanne Desmet                                                                             | 1 min 33 s 675 | Selma Poutsma | 1 min 34 s 293 | Xandra Velzeboer                                                                          | 1 min 34 s 453 |
| 1 500 m        | Elisa Confortola                                                                         | 2 min 45 s 511 | Gloria Ioriatti | 2 min 45 s 514 | Rebeka Sziliczei-Német                                                                    | 2 min 46 s 890 |
| 3 000 m relais | Pays-Bas - Selma Poutsma - Yara van Kerkhof - Diede van Oorschot - Xandra Velzeboer      | 4 min 14 s 234 | Italie - Chiara Betti - Elisa Confortola - Gloria Ioriatti - Arianna Sighel - Katia Filippi                          | 4 min 14 s 426 | France - Bérénice Comby - Gwendoline Daudet - Aurélie Lévêque - Cloé Ollivier             | 4 min 18 s 934 |
| Mixte          |                                                                                          |                | |                |                                                                                           |                |
| 2 000 m relais | Pays-Bas - Teun Boer - Kay Huisman - Selma Poutsma - Xandra Velzeboer - Yara van Kerkhof | 2 min 41 s 376 | Pologne - Nikola Mazur - Michał Niewiński - Diané Sellier - Kamila Stormowska - Łukasz Kuczyński - Gabriela Topolska | 2 min 41 s 385 | Belgique - Tineke den Dulk - Hanne Desmet - Stijn Desmet - Adriaan Dewagtere - Ward Pétré | 2 min 41 s 474 |

### Tableau des médailles
| Rang  | Nation          | Or | Argent | Bronze | Total |
| ----- | --------------- | -- | ------ | ------ | ----- |
| 1     | Pays-Bas        | 4  | 4      | 2      | 10    |
| 2     | Italie          | 4  | 2      | 0      | 6     |
| 3     | Belgique        | 1  | 1      | 4      | 6     |
| 4     | Pologne         | 0  | 1      | 1      | 2     |
| 5     | Grande-Bretagne | 0  | 1      | 0      | 1     |
| 6     | France          | 0  | 0      | 1      | 1     |
| -     | Hongrie         | 0  | 0      | 1      | 1     |
| Total | Total           | 9  | 9      | 9      | 27    |